# Tsingy

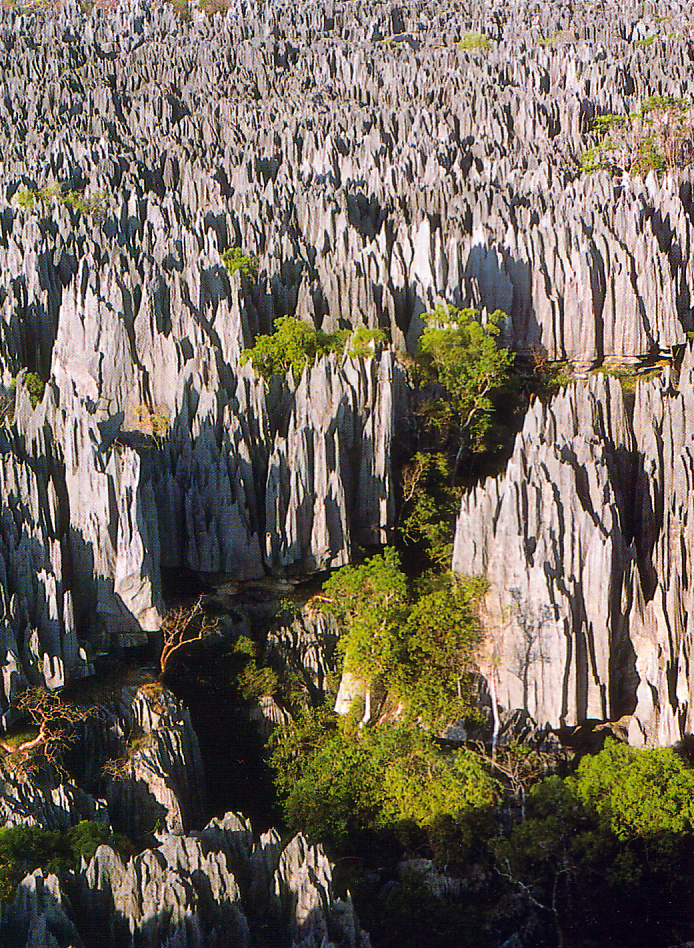
Gli tsingy di Bemaraha.

Gli tsingy (che secondo la tradizione era il suono emesso dagli antenati Sakalava quando camminavano sulle punte delle sopracitate formazioni ) sono caratteristiche formazioni rocciose calcaree di aspetto a guglia, presenti in alcune zone del Madagascar quali la Riserva naturale integrale Tsingy di Bemaraha, dichiarata patrimonio dell'umanità dell'UNESCO,  il Parco nazionale Tsingy di Bemaraha, la Riserva naturale integrale Tsingy di Namoroka, la Riserva speciale dell'Ankarana e il parco marino di Nosy Hara.